# Fantasia, ma non troppo, per violino
Fantasia, ma non troppo, per violino è un film del 1976 diretto da Gianfranco Mingozzi.
La pellicola è prodotta dalla Rai.

## Trama
Racconta di Bologna e della sua storia attraverso i secoli. La parte di Giulio Cesare Croce, fabbro e cantastorie di San Giovanni in Persiceto, l'autore del "Bertoldo e Bertoldino", è interpretata da Francesco Guccini.